# Lockheed XP-58 Chain Lightning
Le Lockheed XP-58 Chain Lightning (désigné Model L-020 par son constructeur) est un avion de chasse américain à long rayon d'action développé pendant la Seconde Guerre mondiale. Bien qu'étant dérivé du fructueux P-38 Lightning dont il est une version agrandie et remotorisée, le XP-58 est la proie de problèmes techniques avec ses moteurs, ce qui conduit finalement à l'annulation du projet.

## Conception et développement
Le XP-58 est une initiative de Lockheed Aircraft Company pour développer un Lightning amélioré comme chasseur à long rayon d'action à la suite de la mise en vente du Lightning en Grande-Bretagne le 20 avril 1940 par l'United States Army Air Corps. Initialement, deux modèles sont formulés, les deux utilisant les moteurs Continental IV-1430. L'un d'entre eux doit être un appareil monoplace avec un canon de 20 mm et quatre mitrailleuses de 12,7 mm ; le second doit être un biplace avec un canon flexible de 12,7 mm à l'arrière de chaque poutre de queue,.
En juillet 1940, Lockheed décide d'utiliser des moteurs Pratt & Whitney XH-2600 car l'avion serait sous-motorisé avec les moteurs Continental ; l'appareil a deux sièges et reçoit la désignation « XP-58 ». Cependant, le développement du XH-2600 est arrêté peu après. Après l'étude des motorisations alternatives, le modèle est modifié pour recevoir deux moteurs Wright R-2160 Tornado (en), de 42 cylindres, 35,4 litres de cylindrée et développant 2 350 ch chacun. L'armement orienté vers l'arrière est changé en deux tourelles, une au-dessus et l'autre en dessous du fuselage, chaque tourelle accueillant deux mitrailleuses de 12,7 mm. Tandis que des équipements de support pour les deux membres d'équipage sont ajoutés, la masse prévue du XP-58 passe à 15 527 kg (34 232 lb) en août 1941.
En mars 1942, l'USAAF place une commande pour un second XP-58 qui doit intégrer des réservoirs de carburant plus grands pour avoir un rayon d'action de 4 800 km. L'Air Force n'est pas sûre quant au rôle et à l'armement de l'appareil et, en septembre 1942, la décision est prise de convertir l'appareil en avion d'attaque à basse altitude, armé d'un canon automatique de 75 mm. Des appareils adéquats sont déjà utilisables pour cette mission, comme le Douglas A-26 Invader et le Beechcraft XA-38 Grizzly en développement. Par conséquent, le deuxième XP-58 est annulé et le modèle redevient un chasseur à haute altitude, utilisant un canon de gros calibre tirant des obus explosifs pour détruire les formations de bombardiers,.
Le canon automatique M4 (en) de 37 mm est initialement sélectionné pour une installation quadruple dans le nez, mais la trajectoire des obus finit plus basse que les autres armements, ce qui limite sa portée effective. Un nez articulé hydrauliquement pouvant être courbé vers le haut afin de corriger le problème est essayé, mais rejeté car trop complexe. Ensuite, l'installation d'un canon automatique M5 de 75 mm monté avec des mitrailleuses de 12,7 mm jumelées est tentée et se montre plus fructueuse.

## Essais
En février 1943, l'utilisation d'un autre moteur, le Allison V-3420, est nécessaire à cause de la faible progression du développement du moteur Tornado ; avec ce changement, le second XP-58 est ressuscité. Le 6 juin 1944, l'XP-58 effectue son premier vol, piloté par Joe Towle ; au cours de ce vol, d'une durée de 50 minutes, l'avion rejoint la base de Muroc depuis l'usine Lockheed de Burbank. Toutefois le travail d'essais en vol passe après d'autres développements prioritaires et, jusqu'au 8 septembre, seuls 25 vols d'essais sont réalisés pour un total de 19 heures,. Le XP-58 est ensuite convoyé vers Wright Field le 22 octobre pour les tests d'acceptations de l'USAAF, alors même que les turbocompresseurs sont en cours d'expérimentation et un certain nombre de systèmes ne sont pas installés, dont les équipements de pressurisation du cockpit et l'armement avec les équipements de contrôle de tir ; de plus, l'appareil est un casse-tête pour la maintenance et aucun essai supplémentaire n'est effectué. La construction du second prototype est abandonnée.